# عمر باري
عمر باري (بالإنجليزية: Omar Bari)، من مواليد 18 يوليو 1986، هو لاعب كرة قدم قطري يلعب في مركز حارس المرمى يلعب في نادي الشمال.

## مسيرة اللاعب
لعب مع نادي الجيش القطري ونادي الريان ونادي المرخية ونادي الشمال.

## المواقع الخارجية
- QSL.com.qa profile[وصلة مكسورة]
- Goalzz.com profile